# 멤리스터
멤리스터(memristor : /ˈmɛmrɪstər/; 메모리와 저항의 합성어)는 전하와 자속과의 결합에 관련된 비선형 수동 두단자 전기 구성요소로, 이론가 Leon Chua에 의해 1971년도에 만들어진 용어이다. 이전까지 수동소자라고 하면 R, L, C 밖에 없었는데 하나가 더 추가된 것이다. 전압과 전류의 관계에서 저항(R)이 나오고(즉, V/I=R), 전압과 전하량 사이에서 콘덴서(미국에선 커패시터)가 나오고(Q=CV, C=Q/V) 전류와 자장 플럭스 사이에 인덕터(L=자장/전류)가 연결된다. 자장 플럭스와 전하사이의 수동소자를 멤리스터(M=자속/전하량=(자속/시간)/(전하량/시간)=V/I)라 한다.
최근 RRAM 소자의 동작이 멤리스터 개념에 연결되었다. 특성적인 내용을 만드는 수학적 관계에서, 멤리스터는 다음의 방법으로 동작할 것이다라고 가설을 세웠다. 멤리스터의 전기적 저항은 일정하지 않고 그 소자를 통해 이전에 흘렀던 전류의 이력(과거 정보)에 따라 달라진다. 즉 멤리스터의 현재 저항은 이 멤리스터의 두 단자 사이로 많은 전하가 과거에 어떤 방향으로 어떻게 흘렀는지에 따라 달라진다. 이 소자는 이력 소위 비휘발 특성을 기억한다. 전력 공급이 끊어질 때 멤리스터는 가장 최근의 저항을 다시 전력이 들어올 때까지 기억한다.
Leon Chua는 최근에 저항 스위칭 효과를 기초로 하는 두 단자 비휘발성 메모리 소자에 멤리스터의 정의를 일반화할 수 있다고 주장했다. 그러나, 어떤 실험적 증거는 이 주장과 대치되는데, 비 수동 나노배터리(nanobattery) 효과가 저항 스위칭 메모리에서도 관찰되었다. 그 후 Chua는 멤리스터가 실질적으로 R, L, C 에 앞선, 가장 오래전에 알려진 회로소자라고 주장했다.
2008년에 , HP 실험실의 한팀이 titanium dioxide 박막의 해석을 기초로 Chua의 빠뜨린 멤리스터를 찾았다고 발표했다. 그 HP의 결과는 네이처 지에 게제되었다. 멤리스터는 HP, SK Hynix, HRL 실험실을 포함한 여러 팀들에 의해 여전히 개발 중이다.
멤리스터 소자는 나노전자 메모리, 컴퓨터 논리, 뇌의 형태를 가진/뇌 멤리스터 컴퓨터 구조 등에 응용될 수 있다. 2011년 10월에 HP 팀은 18개월 이내에 플래시 메모리, SSD, DRAM, SRAM을 대체할 수 있는 멤리스터 기술의 상용화 가능성을 발표했다. 새로운 메모리의 상업적 이용은 최근 2018년으로 추정되었다. 2012년 3월에, 미시간 대학교와 HRL Laboratories 팀이 세계에서 첫 번째로 동작하는 CMOS chip 기반 멤리스터 어레이를 발표했다.
본 문서의 이해를 돕기 위한 비자유 그림이 있습니다. 
링크의 파일을 직접 올려 주세요

## 배경
1971년 그의 논문에서, Chua는 비선형의 저항체들(전압 vs 전류), 비선형의 커패시터(전압 vs 충전) 그리고 비선형의 인덕터(자속결합 vs 전류)들 간의 대칭성을 개념적으로 추정했다. 그 후에 그는 자속 및 충전과 전하결합, 기본적인 다른 비선형 회로의 소자인 memristor등의 가능성을 유추했다. 선형저항 또는 비선형 저항과 대조적으로 memristor에는 과거의 전압이나 전류의 이력이 포함된 역동적인 전압/전류 관계가 있다. 다른 과학자는 Bernad Widow의 Memistor를 동적 메모리저항으로 제안했다. 그러나 Chua는 수학의 일반성을 도입하려고 시도했다. memristor의 저항은 (varistor에서처럼 입력에서의 순간적인 값보다) 단자에 인가되는 입력의 적분 값에 의해 결정된다. 전류의 마지막 양의 요소가 통과할 때 “기억”하기 때문에 그것은 Chua에 의해 memristor라고 이름 붙여졌다. memristor는 전류의 시간 적분인 전하와 전압의 시간 적분인 선속(magnetic flux) 사이의 연결하는 두 단자 수동(passive two-terminal) 회로 소자로도 설명할 수 있다. 이 관계를 나타내는 함수의 기울기를 memristance의 M이라고 하고 가변 저항과 유사하다.
memristor의 정의는 저항, 커패시터와 인덕터와 같이 오직 기본 전류와 전압의 시간 적분값에 기초한다. 선형 불변(linear time-invariant, LTI)시스템 이론에서 다루는 세 소자와는 달리, memristor는 메모리처럼 동적 기능이 있고 순전하(net charge)로 기능한다고 설명할 수 있다. 표준 memristor 같은 것은 없다. 대신에, 각각의 소자는 어떤 점에서 전압의 적분은 전류의 적분을 결정하고 그 반대의 경우도 마찬가지인 특정 기능을 구현한다. M에 대한 상수 값을 갖고 있는 선형 불변의 memristor는 단순히 기존 저항이다. 생산된 장치는 결코 순수한 (이상적인) memristor가 아니며 커패시턴스와 저항을 나타낸다.

## Memristor 정의 및 비평

R, L, C, 멤리스터의 개념적 연관도

원래의 1971년 정의에 따르면, memristor는 네 번째 기본적인 회로 소자이고, 전하와 자속 결합 사이에 비선형 관계를 형성한다. 2011년 Chua는 저항 스위칭에 기초하여 모든 2단자 비 휘발성 기억 소자들이 포함된 폭 넓은 정의를 주장하였다. Williams는 상(phase) 변화 메모리, MRAM와 RRAM이 memristor 기술이라고 주장했다. 일부 연구자들은 혈액과 피부같은 생물학적 구조가 정의에 맞다고 주장했다. 다른 이들은 HP 연구소에서 개발 중인 기억 소자와 RRAM의 다른 형태는 memristor가 아니라 오히려 가변 저항 시스템의 확장이라고 주장한다. 또한 그 memristor의 폭넓은 정의 때문에 HP의 memristor 특허가 과학적으로 부당한 혜택을 받고 있다고 주장한다.
2011년 Meuffels와 Schroeder는 초기 memristor 논문 중 하나가 이온 전도에 대한 잘못된 가정을 포함한다는 것을 지적했다. 2012년 Meuffels 및 Soni는 memristor의 구현에 몇 가지 근본적인 주제와 문제를 논의했다. 그들은 Nature 잡지에 있는 “잃어버린 memristor 발견”에서 제시한 전기화학적 모델링의 부적절성을 언급했는데, 전압 또는 전류 스트레스하에서의 금속−TiO2-x-금속 구조물의 거동에 농도 분극 효과의 영향이 고려되지 않았다고 했다. 이 비평은 2013년에 Valov외 다수에 의해 언급되었다.
또한 Meuffels 및 Soni는 소위 비휘발성을 가진 전류만으로 제어되는 memristor는 동적 상태 방정식에서 시스템에서 "정보" 상태를 변경하는 데 필요한 최소 에너지에 대한  Landauer's 도어의 원칙 위반을 허용하는 것이라고 언급했다. 이 비평은 2013년 Di Ventra과 Pershin에 의해 채택되었다.
이와 관련해서, Meuffels 및 Soni는 근본적인 열역학적 원리를 언급했다. : 비휘발성 정보 저장을 위해서는 한 시스템의 뚜렷한 내부 메모리 상태를 각각의 다른 상태로부터 분리하는 자유에너지 장벽이 필요하다. 그렇지 않으면, 그것은 썩 좋지 않은 상황에 직면하게 되고 그 시스템은 열적 요동 때문에 한 메모리 상태에서 또다른 메모리 상태로 불규칙적으로 요동치게 될 것이다. 열적요동에 대해서 보호되지 않을 때, 내부 메모리 상태들은 몇몇 상태 악화를 유발하는 확산 역학을 보일 것이다. 그러므로 bit 작동의 bit-error 확률을 낮추기 위해서 충분히 높은 자유에너지 장벽이 반드시 있어야 한다. 따라서, 어떤 메모리 소자에도 한 bit 값을 의도적으로 변화시키기 위한 (bit error 확률에 의존하는) 최소한의 에너지 요구량이 있다.
선형 이온 이동을 기초로한 멤리스터 모델은 설정시간(높은 저항에서 낮은 저항으로의 변화 시간) 과 초기화 시간(낮은 저항에서 높은 저항으로의 변경 시간) 사이에 비대칭을 고려하지 않았고, 실험 데이터와 일치하는 이온의 이동도를 찾지 못했다고 밝혔다. 비선형 이온 이동 모델이 이 결점을 보완하기 위해 제안되었다.
2014년 ReRAM의 연구논문에서 Strukov의 (HP의) 초기 / 기본 memristor 모델링 방정식이 실제 장치 물리학을 반영하지 않는다는 결론을 내렸다. 반면 이러한 Pickett의 모델 또는 Menzel의 ECM 모델 (Menzel은 이 논문의 공동 저자) 같은 후속 (물리 기반) 모델은 예측을 하는데 적절하지만 계산량이 너무 많다. 2014 이후로, 이 문제의 밸런스 모델을 위한 연구는 계속된다. 이 논문은 잠재적으로 좋은 타협점을 Chang과 Yakopcic의 모델에서 확인한다.
조사 팀 Gartner에서 전기공학 분석가인 Martin Reynolds는 HP가 그들의 기기를 memristor라고 부르는 동안 비평가들이 이건 memristor가 아니라고 비판했다고 언급했다.
2015년 Vongehr과 Meng에 의하여 Scientific Reports에 출간된 “잃어버린 Memristor는 찾지 못했다”는 기사
에서, 1971년에 정의된 실제의 멤리스터가 자기유도 없이는 불가능 하다는 것을 보여준다. 이것은 memristor의 기계적 아날로그를 구성하고, 기계적 memristor는 관성질량 없이 구성될 수 없다는 것을 보여줌으로써 입증되었다. 이것은 전기 인덕터의 기계적 등가(상사, analogy)는 질량인 것이 잘 알려진 것처럼, memristor는 자기유도 없이 불가능 하다는 것을 증명한다. 그래서 RRAM과 같은 가변저항장치와 구상적 memristor는 전혀 같지 않을 수 있다고 주장한다.

## 멤리스터 식별 테스트

각주파수 ω 와 ω_{1} < ω_{2}의 함수로 멤리스터에서의 히스테리시스(리샤쥬 곡선)

어떤 장치가 제대로 멤리스터로 분류될 수 있는지 알아보기 위한 실험 테스트를 Chua가 제안했다 :
- 초기 조건과 관련없이 +- 극 모두 주기적인 전압 또는 전류에 의해 구동될 때, 전압-전류 평면에서 볼 수 있는 리샤쥬 곡선이 작은폭의 히스테리시스 곡선이 되고,
- 작은 폭의 히스테리시스 루프의 내부 면적은 신호의 주파수가 증가하면 수축해야 하고,
- 주파수가 무한대가 되면, 히스테리시스 루프의 경사는 원점을 지나는 직선으로 되는데, 이 기울기는 신호의 진폭 및 형상에 따라 바뀌면, 이를 멤리스터라고 할 수 있다.

Chua에 따르면
ReRAM, MRAM and phase change memory를 포함한 모든 저항성의 스위칭 메모리는 이 테스트 기준에 만족하므로, 멤리스터이다.
그러나, 초기조건의 범위를 넘거나 또는 주파수 범위를 넘는 경우 리사쥬커브 실험 데이터가 없어 이 주장의 평가를 복잡하게 한다.
실험증거는 산화 환원(redox)에 기반된 저항메모리(ReRAM)는 chua의 멤리스터 모델에 반대되는 nanobattery 효과를 가진다는 것을 보여준다.
이것은 정확한 ReRAM 모델링이 되도록 멤리스터 이론을 확장하거나 수정되어야 한다는 것을 나타낸다.

## 이론
멤리스터는 원래 자속의 연결 Φm(t)과 전하 q(t)의 양의 흐름에 따라 비선형 함수 관계의 항으로 정의되었다 :
{\displaystyle f(\mathrm {\Phi } _{\mathrm {m} }(t),q(t))=0}
magnetic flux linkage, Φm은 인덕터의 회로 특성에서 일반화되었다.
그러나 멤리스터에 자기장은 나타나지 않는다. 이의 물리적 의미는 아래에 설명되어 있다.
기호 Φm는 시간축에 대한 전압의 적분으로 간주될 수 있다.
Φm와 q 사이의 관계에서,
서로에 대한 하나의 유도체가 하나의 값 또는 다른 값에 따라 의존적이다. 따라서 각 memristor는 전하와 함께 자속 변화율(전하관련율)을 설명하는 memristance 기능을 가진다.
{\displaystyle M(q)={\frac {\mathrm {d} \Phi _{m}}{\mathrm {d} q}}}
자속을 전압의 시적분으로 대체하고, 전류의 시적분을 전하로 대체한다면, 수식은 더 간단해진다.
{\displaystyle M(q(t))={\cfrac {\mathrm {d} \Phi _{m}/\mathrm {d} t}{\mathrm {d} q/\mathrm {d} t}}={\frac {V(t)}{I(t)}}}
저항, 캐패시터, 인덕터와 memristor를 연관시키기 위해, 장치의 특징을 나타내는 M(q)를 분리하고 미분방정식으로 작성하는 것이 유용하다.
| 소자          | 특별한 성질 (단위)              | 미분방정식   |
| ------------- | ------------------------------- | ------------ |
| Resistor (R)  | Resistance (V / A, 또는 ohm, Ω) | R = dV / dI  |
| Capacitor (C) | Capacitance (C / V, 또는 farad) | C = dq / dV  |
| Inductor (L)  | Inductance (Wb / A, 또는 henry) | L = dΦm / dI |
| Memristor (M) | Memristance (Wb / C, or ohm)    | M = dΦm / dq |

위 표는 I, Q, Φm, 그리고 V의 미분값을 다룬다.
어떠한 장치도 dI를 dq에 연결할 수 없고, 또는 dΦ를 dV에 연결할 수 없다. 그 이유는 전류 I는 Q의 미분치(dQ/dt = I : 전류의 정의)에서 유도되었고, 전압(역기전력) V는 Φm의 미분치(Vemf=-dΦ/dt : 파라데이 법칙)에서 유도되었기 때문이다.
memristance는 전하에 독립인 저항 때문에 이것이 추론될 수 있다. 만약 M(q(t))이 상수라면, 오옴의 법칙 R(t) = V(t)/ I(t)이 된다.
그러나 M(q(t))이 중요하다면, 그 수식은 q(t) 와 M(q(t))이 시간에 따라 변할 수 있기에, 오옴의 법칙은 성립하지 않는다. 이를 고려하여 시간의 함수로서 전압에 대해 정리하면 다음과 같이 된다.
{\displaystyle V(t)=\ M(q(t))I(t)}
이 수식은 M이 전하량에 따라 변하지 않는 한 memristance가 전류와 전압 사이의 관계는 선형이라는 것을 의미한다.
임의의 값의 전류는 시간에 따라 변하는 전하량을 인자로 가진다. 그러나, 교류는 M에서 더 많은 변화를 야기하지 않는, q에서 최대로 변화하는 한 순 전하의 이동 없이 측정가능한 전압을 유도됨에 의해 회로동작에서 선형의존도를 보여준다.
더우기, 전류가 가해지지 않았다면 멤리스터는 정적(상수)이다. I(t) = 0 인 경우, V(t) = 0 이고 M(t)는 정적(상수)이 된다. 이것이 메모리 효과의 본질이다.
전력소비의 특징은 저항의 특징이다. I2R.
{\displaystyle P(t)=\ I(t)V(t)=\ I^{2}(t)M(q(t))}
교류에서 M(q(t))이 약간 변화한다면, 멤리스터는 일정한 저항의 성질로 보일 것이다. 만약 M(q(t))이 급격하게 커진다면, 전류와 전력소비는 빠르게 멈추게 될 것이다.
M(q)은 q의 모든 값에 대해 양의 값으로 물리적으로 제한된다(소자가 수동이고, 어떤 q에서 초전도가 되지 않는다는 가정에서).
교류에서 동작할 때, 음의 값은 영원히 에너지를 공급한다는 의미이다.
2008년도에 HP 실험실의 연구원이 titanium dioxide의 박막(얇은 필름)에 기초로 한 memristance 함수를 도입했다.
RON ≪ ROFF의 조건에서, memristance 함수는 다음과 같이 결정된다:
{\displaystyle M(q(t))=R_{\mathrm {OFF} }\cdot \left(1-{\frac {\mu _{v}R_{\mathrm {ON} }}{D^{2}}}q(t)\right)}
여기서 ROFF는 높은 저항상태, RON은 낮은 저항상태를, μv는 얇은 필름에서 도핑 불순물의 이동도를, 그리고 D는 필름의 두께를 나타낸다.
HP Lab 그룹은 비선형 이온 표류와 경계효과에 의해 실험 측정과 그들의 memristor 모델 사이의 차이를 보상하기 위해 "윈도우 함수"가 필요하다고 밝혔다.

### 스위치로서 기능하기
일부 memristor에서는, 가해진 전류나 전압에 의해 저항성분에서 상당히 큰 변화가 발생한다. 저항성분에서 바라는 변화를 달성하는 데에 필요한 시간과 에너지를 조사함으로써 그러한 소자를 스위치로 특징 지을 수도 있다. 여기에서는 적용되는 전압이 일정하게 유지된다고 가정한다.
한번의 스위치 전환(switching) 동안 에너지 소비 관점에서 문제를 풀어보면, memeristor가 시간 Ton부터 Toff까지 “R”on에서 “R”off로 전환되기 위해서는
전하가 ΔQ=Qon&minus,Qoff만큼 변경되어야 하는 것으로 나타났다.
{\displaystyle E_{\mathrm {switch} }=\ V^{2}\int _{T_{\mathrm {off} }}^{T_{\mathrm {on} }}{\frac {\mathrm {d} t}{M(q(t))}}=\ V^{2}\int _{Q_{\mathrm {off} }}^{Q_{\mathrm {on} }}{\frac {\mathrm {d} q}{I(q)M(q)}}=\ V^{2}\int _{Q_{\mathrm {off} }}^{Q_{\mathrm {on} }}{\frac {\mathrm {d} q}{V(q)}}=\ V\Delta Q}
V=I(q)M(q)로 치환하면 일정한 V 값에서 ∫dq/V = ∆Q/V 로 되어 마지막 수식이 나오게 된다.
이 전력 특성은 커패시터를 기초로한 MOS 트랜지스터의 전력특성과는 기본적으로 다르다.
전하의 관점에서 멤리스터의 마지막 상태는, 트랜지스터와는 달리, 바이어스 전압에 영향을 받지 않는다.
Williams이 기술한 멤리스터의 종류는 전체 저항범위에서 스위칭된 후에 "급격한 스위칭 상황(hard-switching regime)"이라 불리는 히스테리시스를 만들어, 더 이상 이상적이지 않게 된다.
또다른 종류의 스위치는 주기적인 M(q)을 가지는데, 일정한 바이어스에서 on-off 상태변경 후에 off-on 상태변경이 이어질 것이다.
그런 소자는 모든 조건하에 멤리스터로 동작하게 될것이지만, 실용적이지는 않다.

### 맴리스티브(Memristive) 시스템
Chua의 1976년 논문에서 맴리스티브 시스템으로부터 맴리스터를 일반화했다. 맴리스터는 수학적으로 스칼라인 반면에 시스템은 벡터이다. 소자내부의 상태 수는 소자의 단자 수와 무관하다.
Chua는 Hodgkin–Huxley 모델의 (세포)축삭(axon)과 일정한 주변 온도에서 써미스터를 포함한 관찰한 경험을 이 모델에 적용했다. 또한 그는 에너지 저장과 쉽게 측정되는 전기적 성질의 관점으로 멤리스티브 시스템을 풀이했다. 이러한 성질은 연구의 활성영역에 관한 이론과 연관된 저항성 랜덤엑세스메모리에 일치할 수도 있다.
n차원의 맴리스티브 시스템의 일반적인 개념에서, 정의하는 방정식은
{\displaystyle {\begin{aligned}y(t)&=g({\textbf {x}},u,t)u(t),\\{\dot {\textbf {x}}}&=f({\textbf {x}},u,t)\end{aligned}}}
u(t)는 입력신호, y(t)는 출력신호, 벡터 x는 장치를 설명하는 n개의 상태변수의 세트를 나타내고, g와 f는 연속함수이다.
전류제어 맴리스티브 시스템에 대해선 신호 u(t)는 전류신호 i(t)가 되고, 출력신호 y(t)는 전압 신호 v(t)를 나타낸다. 전압 제어 맴리스티브 시스템에선, 입력신호 u(t)는 전압 신호 v(t) 가 되고, 출력 신호 y(t)는 전류신호 i(t)를 나타낸다.
순수한 멤리스터는 이 방정식에서 특별한 경우가 되는데, 전하는 시간미분식인 dq/dt=i(t)에서 전류와 상관되어 있고 X가는 오직 전하 (x=q)에만 의존할 때이다. 따라서 순수한 멤리스터에서 f(즉, 상태의 변화율)는 전류 i(t)와 같거나 비례해야 한다.

### 작은 폭의 히스테리시스(Pinched hysteresis)

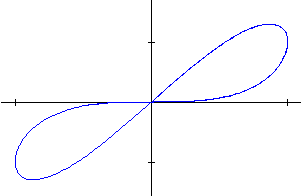
pinched hysteresis 곡선의 예, V 대 I

멤리스터와 memristive 시스템의 결과 중 하나는 작은 폭으로 조여진(pinched) 히스테리시스 효과이다.
전류 제어형 memristive 시스템의 경우, 입력신호 u(t)는 전류 i(t) 이고, 출력신호 y(t)는 전압 v(t)이 된다. 그리고 곡선의 기울기는 전기 저항을 나타낸다
조여진(pinched) 히스테리시스 곡선의 기울기의 변화는 ReRAM를 중심으로한 현상인 상이한 저항 상태 사이의 전환을 보여주고, 2 단자 저항 메모리의 다른 형태를 보여준다.
memristive 이론에서 높은주파수에선 조여진 히스테리시스 효과가 작아지게 되어, 선형 저항체와 같은 직선 성질(V/I=R)을 보이게 된다. 그것은 타입 II로 표시된 비교차(non-crossing) 조여진 히스테리시스 곡선의 일부 종류는 멤리스터로 설명될 수 없는 것이 입증되었다.

### 확장 memristive 시스템
일부 연구자들은 ReRAM의 동작을 설명하는 HP의 멤 리스터 모델의 과학적 정당성에 의문을 제기하고, 인지된 결함을 해결하기 위해 확장 memristive 모델을 제안했다.
한 예로

동적 시스템을 포함하여 memristive 시스템 프레임 워크를 확장하려고
급수 전개로 입력 신호 u(t)의 고차원 함수를 도입했다.
{\displaystyle {\begin{aligned}y(t)&=g_{0}({\textbf {x}},u)u(t)+g_{1}({\textbf {x}},u){\operatorname {d} ^{2}u \over \operatorname {d} t^{2}}+g_{2}({\textbf {x}},u){\operatorname {d} ^{4}u \over \operatorname {d} t^{4}}+\ldots +g_{m}({\textbf {x}},u){\operatorname {d} ^{2m}u \over \operatorname {d} t^{2m}},\\{\dot {\textbf {x}}}&=f({\textbf {x}},u)\end{aligned}}}
여기서 m은 양의 정수이고, u(t)는 입력 신호이며,y(t)는 출력 신호,벡터 X는 장치를 설명하는 n상태의 변수의 집합을 나타내고, 함수 g와f는 연속 함수이다.
이 방정식은 memristive 시스템과 같은 제로-크로싱 히스테리시스 곡선을 생성하는데, memristive 시스템에 의해 예측과 다른 주파수 응답을 보여준다.
또 다른 예는 관찰된 나노 배터리 효과에 대한 오프셋 값 a를 포함한다.
이는 예측된 제로 크로싱 조임 스테리시스 효과를 위반한다.
{\displaystyle {\begin{aligned}y(t)&=g_{0}({\textbf {x}},u)(u(t)-a),\\{\dot {\textbf {x}}}&=f({\textbf {x}},u)\end{aligned}}}

## 구현

### Titanium dioxide memristor
Memristor에 대한 관심은 2007년 Hewlett Packard의 R. Stanley Williams가 실험적 고체 버전을 발표했을 때 부활했다.
이 기사는 고체 상태 소자가 나노 크기 박막의 행동을 기반으로 멤리스터의 특성을 가질 수 있다는 것을 최초로 입증 한 것이다.
이 장치는 이론적인 memristor가 제안된 것처럼 자기 플럭스를 사용하지 않으며 커패시터처럼 전하를 저장하지 않지만 대신 전류의 이력에 의존하는 저항을 달성한다.
HP의 TiO2 멤 리스터에 대한 초기 보고서에서 인용하지 않았지만, 이산화 티타늄의 저항 스위칭 특성은 원래 1960년대에 기술되었다.
HP 장치는 티타늄과 백금의 전극사이에 5 nm 두께 전극 사이에 얇은 (50 nm) 이산화 티타늄 막으로 구성된다. 처음에는 이산화 티타늄 막에 두 개의 층이 있으며, 그 중 하나는 산소 원자가 약간 고갈되어있다. 산소 결손은 전하 캐리어 (charge carrier)의 역할을하며, 결핍 층은 비 공핍 층보다 훨씬 낮은 저항을 갖는다. 전기장이 가해지면 산소 공극이 드리프트되고 (고속 이온 전도체 참조) 고 저항 층과 저 저항 층 사이의 경계가 바뀐다. 따라서 필름 전체의 저항은 특정 방향으로 얼마나 많은 전하가 통과했는지에 달려 있으며, 이는 전류의 방향을 바꿈으로써 가역적이 된다. HP 장치는 나노 수준에서 빠른 이온 전도를 표시하므로 나노 이온 장치로 간주된다.
Memristance는 도핑 된 층과 고갈 된 층 모두가 저항에 기여할 때에 만 표시된다. Memristor를 통해 이온이 더 이상 이동할 수 없게 충분한 전하가 차면, 디바이스는 히스테리시스로 들어간다. 그것은 q=∫Idt의 적분을 멈추지만 q는 상한으로 유지하고 M은 고정되어 전류가 반전될 때까지 일정한 저항으로 동작한다.
박막 산화물의 메모리 응용은 한동안 적극적인 조사의 영역이었다. IBM은 2000년에 Williams가 설명한 것과 유사한 구조에 관한 기사를 발표했다. 삼성은 윌리엄스 (Williams)에 의해 기술 된 스위치와 유사한 산화물 - 빈틈 기반 스위치에 대한 미국 특허를 가지고 있다. 윌리엄스 (William Williams)는 멤리스터 제조와 관련된 미국 특허 출원을 가지고 있다.
2010년 4월 HP 연구소는 1ns (~ 1GHz) 스위칭 시간과 3nm × 3nm 크기로 작동하는 실질적인 멤리스터를 보유하고 있다고 발표했는데, 이것이 memristor 기술의 미래를 잘 보여준다.이러한 밀도에서 현재의 25nm 플래시 메모리 기술과 쉽게 경쟁 할 수 있다.

## 응용
Williams의 반도체 memristor는 미래의 컴퓨터에서 트랜지스터를 대체할 수 있고, 더 높은 회로밀도를 제공하는 크로스바 래치라는 소자에 결합될 수 있다. 그것들은 잠재적으로 하드드라이브보다 높은 데이터 밀도와 DRAM과 비슷한 호출시간을 가지며, 이 두 부품을 대체하는 비휘발성 고체 메모리를 만들 수 있다. HP는 제곱 센티미터 당 100기가비트가 들어갈 수 있는 크로스바 래치 메모리의 원형을 만들었고 (최대 1000층 또는 cm3 당 1페타비트로 이루어진) 확장 가능한 3차원 설계를 제안했다.
2008년 5월에 HP는 해당 장치가 현재 DRAM의 10분의 1정도의 속도에 도달했다고 발표했다.
그 소자의 저항은 교류 전류로 읽혀져서 저장된 값이 영향을 받지 않는다.
2012년 5월에는 90나노초로 향상된 호출시간을 갖는 것을 발표하였고, 이것은 동시에 작동하는 플래시 메모리의 에너지사용량의 1퍼센트만을 사용하면서 거의 100배 빠른 속도이다.
멤리스터의 특허는 프로그램 가능 논리, 신호처리(US Patent|7302513), 신경망, 제어 시스템(US Patent|7609086), 재구성 가능한 컴퓨팅(US Patent|7902857), 뇌 컴퓨터 인터페이스(US Patent|7902867), RFID(US Patent|8113437)의 응용을 포함한다.
Memristive 장치는 잠재적으로 CMOS 기반의 논리 연산의 대체가 가능한 stateful(네트워크 연결 상태를 추적할 수 있는) 논리 관련으로 사용된다. 이 방향에서 일부 초기 작품들이 발표되었다.

2009년에는 LC망으로 구성된 간단한 전자회로.와 멤리스터는 단세포 생물의 적응 행동의 실험 모델링하는데 사용되었다.
일련의 주기적인 펄스에 따라 변화하는 회로는 점착성 통로에 있는 황색망사점균 (세포질내의 주기적 환경 변화에 대해 반응하는) 움직임과 유사하게 다음 펄스를 습득하고 예측하다는 것을 보여준다. 본 회로의 용도는 패턴인식에 관한 것이다. HP 실험실과 Boston 대학교의 Neuromorphics(고도화된 컴퓨터시스템) 실험실에서 함께 수행하는 DARPA SyNAPSE 프로젝트는 memristive 시스템의 기초가 되는 뉴로모픽(고도화된 컴퓨터시스템)의 구조를 개발해왔다.
2010년, 베르사체(Versace)와 챈들러(Chandler)는 모네타모델(신경세포의 이동을 파악할 수 있는 모듈=MoNETA (Modular Neural Exploring Traveling Agent))에 대해 설명했다.
모네타(MoNETA)는 memrisitve 하드웨어를 사용하여 가상및 로봇 에이전트에 전력을 공급하기 위해 전체 뇌 회로를 구현한 최초의 대규모 신경망 모델이다.
아날로그 소프트 컴퓨팅 시스템에 기억장치 크로스바 구조의 적용은 Merrikh-Bayat와 Shouraki에 의해 증명되었다. 2011년에 퍼지 입력/출력 단자가 있는 아날로그 memristive 뇌-퍼지 전산 시스템을 만들기 위해 그들은 어떻게 멤리스터 크로스바가 퍼지 논리와 묶일수 있었는지 보였다.
 Hebbian 학습 룰에서 받은 영감으로부터 만든 퍼지 상관관계를 이용하여 학습이 수행된다.
2013년에 Leon Chua(멤리스터의 존재를 밝힌 필리핀 교수)는 멤리스터(메모리와 레지스터의 합성어로 이전의 상태를 기억하는 메모리 소자)를 비휘발성 아날로그 메모리로도 사용할 수 있다고 발표하였다.

### 뇌-컴퓨터 인터페이스
중국 톈진대와 칭화대 공동 연구진이 '네이처 일렉트로닉스'에 양방향 적응형 뇌-컴퓨터 인터페이스 기술에 대해 발표하였다. 기기가 뇌 상태를 학습해 스스로 알고리즘을 개선하는 방식으로 효율성과 정확도를 개선하는 방석이다. 인간의 뇌 신경망 구조를 모방한 뉴로모픽 반도체인 멤리스터를 이용해 뇌와 컴퓨터 간의 상호 작용을 만들었다. 기존 뇌-컴퓨터 연결보다 정확도는 20% 향상되고 에너지 소비는 1,000분의 1로 줄어들었다는 결과가 10명의 참가자를 대상으로 이 기기를 착용하고 드론 비행 시험을 한 결과 나왔다.

## 멤요소: 멤캐패시터와 멤인덕터
2009년 Di Ventra, Pershin, Chua는 멤리스티브 시스템의 개념을 캐패시터와 인덕터에도 적용하여 멤캐패시터(메모리+캐패시터)와 멤인덕터(메모리+인덕터)로 확장하였다.
멤요소들(memelements)의 성질은 그 시스템의 상태와 역사에 의존한다. 이러한 모든 요소들은 그것들을 정의하는 구성요소인 두 변수 사이에서 pinched hysteretic loop를 보여준다.
예를 들어 멤리스터(memristor)는 전압-전류 특성이 pinched hysteretic loop를 보이고, 멤캐패시터(memcapacitor)는 전압-전하 특성이 pinched hysteretic loop를 보인다. 그리고 멤인덕터(meminductor)는 자속-전류 특성이 pinched hysteretic loop를 보인다.

## 같이 보기
- 3D XPoint
- 뉴로모픽 엔지니어링
- 트랜시터
- 뇌-컴퓨터 인터페이스
- 신경형태 컴퓨팅
- 유도만능줄기세포
- CRISPR